# Northern Soul (film 2014)
Northern Soul è un film del 2014 diretto da Elaine Constantine.
Il film è stato selezionato per essere proiettato nella sezione City to City del Toronto Film Festival del 2015.

## Trama
Ambientato nel Lancashire nel 1974, il film segue Matt e John, due giovani che si lasciano alle spalle la loro vita monotona per inseguire il sogno di viaggiare negli Stati Uniti, portando alla luce 45 giri soul sconosciuti e affermandosi come i migliori DJ della musica Northern Soul.

## Accoglienza

### Incassi
Il film ha incassato ai botteghini 1,1 milioni di dollari.

### Critica
Il film ha avuto una calorosa accoglienza sia da parte del pubblico che della critica.

## Riconoscimenti
- 2015 - BAFTA Awards[5][6]
  - Nomination Miglior esordio britannico da regista, sceneggiatore o produttore

- 2015 - London Critics Circle Film Awards[7]
  - Nomination Breakthrough British Filmmaker

- 2015 - Music Week Sync Awards
  - Nomination Miglior Trailer
  - Nomination Miglior colonna sonora